# Radoslav Látal
Radoslav Látal, né le 6 janvier 1970 à Olomouc, est un entraîneur et ancien footballeur international tchèque. 
Il a joué 58 fois en sélection de Tchécoslovaquie puis de Tchéquie. Il a participé à l'Euro 1996 et l'Euro 2000. 
Il a joué pour les clubs de Sigma Olomouc, Schalke 04 et Banik Ostrava.

## Palmarès

### Palmarès de joueur
Dukla Prague
- Vainqueur de la Coupe de Tchécoslovaquie en 1990.

 Schalke 04
- Vainqueur de la Coupe UEFA en 1997.
- Vainqueur de la Coupe d'Allemagne en 2001.

 Baník Ostrava
- Champion de Tchéquie en 2004.
- Vainqueur de la Coupe de Tchéquie en 2005.

 Tchéquie
- Finaliste de l'Euro 1996 avec la Tchéquie.
- Élu dans l'équipe-type de l'Euro 1996.

### Palmarès d'entraîneur
MFK Košice
- Vainqueur de la Coupe de Slovaquie en 2014.

 Dinamo Brest
- Vainqueur de la Supercoupe de Biélorussie en 2018.